# Шкура (фільм)
«Шкура» — радянський художній фільм-комедія 1991 року, знятий на кіностудії «Мосфільм».

## Сюжет
Гриша Храпунков — сторож в зоопарку, а вдома — п'яничка, що тиранить свою сім'ю. Черговий запій починається в нього з тої причини, що здохла рідкісна горила Річард, подарована іноземкою місіс Паркінс. Дружина подає на Гришу заяву в міліцію, і той прагне догодити їй, поїхавши у відпустку, де купить якийсь дорогий подарунок. В той час до Москви прилітає місіс Паркінс, та бажає поглянути на горилу. Директор зоопарку Павло Бахмуцький сварить своїх підлеглих, дізнавшись, що це не перший випадок, коли тварини гинуть. Нечесні працівники наживаються, пускаючи тварин на м'ясо, і недбало ставляться до роботи. Павло намагається відволікти чимось місіс Паркінс, щоб не засмутити її. В цей час Гриша заходить до кабінету з заявою про відпустку за власний рахунок. Директору спадає думка — одягнути на сторожа мав'ячу шкуру та видати його за горилу. За це він обіцяє потім путівку, в якій Храпунков помириться з дружиною.
Спершу Гриша погоджується, але йому не подобається грати роль горили в клітці. Павло ж наполягає продовжувати, а колега Федір годує Гришу та поїть горілкою аби звеселити. Це фотографує журналіст, який запідозрив, що в зоопарку діється щось не ладне. Дружина Храпункова дізнається про нову «роботу» чоловіка і визволяє його, викравши ключ від клітки. Обоє виходять в місто, чим лякають пасажирів трамвая. Тоді дружина видає чоловіка за собаку, але врешті повертає в клітку, бо шкуру не можна зняти.
Журналісти заради сенсації видають Федора за професора, котрий начебто розвинув у горили розум, поячи її горілкою. Федір, бажаючи прославитись, все підтверджує і навіть стверджує, що саме алкоголь зробив з мавпи людину. Новина спричиняє ажіотаж навколо горілки, її продажі різко зростають. Директор невдоволений цим, боячись суду, коли обман викриється. Втім, на заклик Федора в зоопарк починають слати безкоштовний алкоголь, в тому числі дорогий.
Місіс Паркінс повідомляє, що Річард був не останнім представником свого виду, а є ще самиця. Паркінс хоче схрестити її з Річардом для продовження виду. Працівники зоопарку не знають що робити, тоді як Федір вирішує продовжувати, бо його становище останнім часом стрімко покращується. До нього навіть повертається дружина.
До зоопарку приїжджає комісія аби визначити розумність мавпи. Храпунков вирішує різні завдання та навіть грає в шахи. Проте місіс Паркінс здогадується, що перед нею не мавпа. Тим часом до зоопарку привозять самицю. Вона приголомшує Храпункова ударом, але виявляється, що це теж не мавпа, а переодягнена контрабандистка, що провезла під шкурою наркотики.
Зрештою під час фото працівників зоопарку Храпунков знімає маску, показавши, що він людина.

## У ролях
- Станіслав Любшин —  Федір Дмитрович Куропатов
- Віктор Проскурін —  Храпунков / горила Річард
- Кирило Лавров —  Павло Петрович Бахмуцький, директор зоопарку
- В'ячеслав Невинний —  Шишкін
- Михайло Свєтін —  Шульман
- Олена Дробишева —  секретар директора зоопарку
- Наталія Данілова —  Маша Храпункова
- Наталія Фатєєва —  Клава, дружина Куропатова
- Олексій Селіверстов —  Сусєкін
- Олена Фадєєва —  місіс Паркінс
- Катерина Суржикова —  Лінда
- Ольга Бабич —  перекладачка місіс Паркінс
- Володимир Пінчевський —  телеведучий
- Юрій Томошевський —  тележурналіст
- Вадим Кириленко —  фотокореспондент
- Наталія Харахоріна —  водій трамвая
- Федір Валіков —  дідок
- Сергій Клановський —  член експертної комісії

## Знімальна група
- Автори сценарію:
  -  Володимир Зайкін
  - Борис Гіллер
- Режисер:  Володимир Мартинов
- Оператор:  Володимир Нахабцев
- Художники:
  - Сергій Оніпенко
  - Владислав Федоров
- Композитор:  Андрій Петров
- Монтаж: Тетяна Морозова
- Комбіновані зйомки:
  - Оператор — Григорій Зайцев
  - Художник —  Олександр Захаров
- Продюсер:  Володимир Коваленко